# 毛鉱
毛鉱（もうこう、jamesonite）は、鉛やアンチモン、硫黄を主成分とする硫化鉱物。スコットランドの鉱物学者ロバート・ジェイムソン(1774-1854)にちなみ命名され、硫安鉛鉱とも呼ばれる。熱水鉱脈や接触交代鉱床中に見られる。
名称は、多くの場合、毛を思わせるウィスカー状の針状結晶となることにちなむ。外見がブーランジェ鉱などの硫化鉱物と類似するため、詳細な鑑定には化学的分析が必要となる。